# Catherine Caradja
Princesa Catherine Olympia Caradja (nascida Ecaterina Olimpia Creţulescu; 28 de janeiro de 1893 – 26 de maio de 1993) foi uma célebre aristocrata e filantropa romena. Catherine nasceu em Bucareste, cresceu na Inglaterra e na França, e viveu na Romênia de 1908 a 1952, quando escapou do regime comunista em um barco do Rio Danúbio. Uma turista nos Estados Unidos por 35 anos e residente de longa data do Texas Hill Country do Texas, retornou depois da Revolução Romena de 1989 para Bucareste, onde morreu como uma centenária.